# ماك هانسن
ماك هانسن (بالإنجليزية: Mack Hansen)‏ هو لاعب اتحاد الرغبي أسترالي، ولد في 27 مارس 1998 في كانبرا في أستراليا.